# Johann Oberhammer

Johann Oberhammer, 1906 in Graz

Ansichtskarte von Kindberg mit Pfeil zum Geburtshaus von Johann Oberhammer

Johann Oberhammer (* 10. April 1879 in Kindberg; † 4. Mai 1956 in Wien) war ein oberösterreichischer Beamter, sozialistischer Politiker und später Wiener Bankdirektor.

## Leben
Johann Oberhammer war der Sohn des Seilermeisters Andreas Oberhammer (* 15. Oktober 1822 in Markt Perg (Mühl …), Oberösterreich; † 26. August 1884) und dessen Gattin, der Wein- und Spirituosenhändlerin Anna Oberhammer (* 9. Juni 1849, geb. Bauer in Maria-Zell; † 17. Dezember 1927 in Graz). Er wurde in Kindberg geboren, erlernte Sensenschmied, übersiedelte nach Oberösterreich, wo er im Selbststudium Wirtschaftskunde erlernte. Schließlich schloss er den Sozialversicherungskurs 1910 und 1912 an der Handelsakademie ab. Im Jahre 1912 besuchte er die Parteischule in Klagenfurt. Der sozialistische Gedanke begeisterte ihn und so war er aktiv am Aufbau der sozialdemokratischen Bewegung in Oberösterreich führend beteiligt. Er trat als Gründer einiger sozialistischer Parteisektionen hervor.
In Wien war er Obmann des Vereins der Steier in Wien  der seit 1887 soziale Unterstützung für in Wien wohnhafte Steirer durchführte und auch gesellige Veranstaltungen wie zum Beispiel das „Steier-Kränzchen“ organisierte. Im Jänner 1940 suchte er an, den Verein als Obmann weiterhin zu führen, was jedoch von der Nationalsozialistischen Deutschen Arbeiterpartei abgelehnt wurde, da das damals notwendige politische Gutachten über ihn mit dem Vermerk „in politischer Hinsicht bedenken“ ausgestellt wurde.
Am 4. Mai 1956 starb er im Alter von 77 Jahren im Franziskus Spital auf der Adresse Hauptstraße 4a im 3. Wiener Gemeindebezirk Landstraße.

## Berufliche Tätigkeit
- 1918 bis 1924	Direktor des Verbandes der Krankenkassen für Oberösterreich und Salzburg
- 23. Juni 1919 bis 18. Mai 1925  Abgeordneter zum Oberösterreichischen Landtag (XII. Wahlperiode) für die Sozialdemokratische Partei (SD). Am 26. November 1923 wurde er aus der Partei ausgeschlossen, legte jedoch sein Mandat nicht zurück
- 1925–1942 Direktor des Personalkredit- und Sparinstituts, registrierte Genossenschaft mit beschränkter Haftung in Wien
- 1942–1943 Direktor, Volksbank Wien Landstraße, registrierte Genossenschaft mit beschränkter Haftung

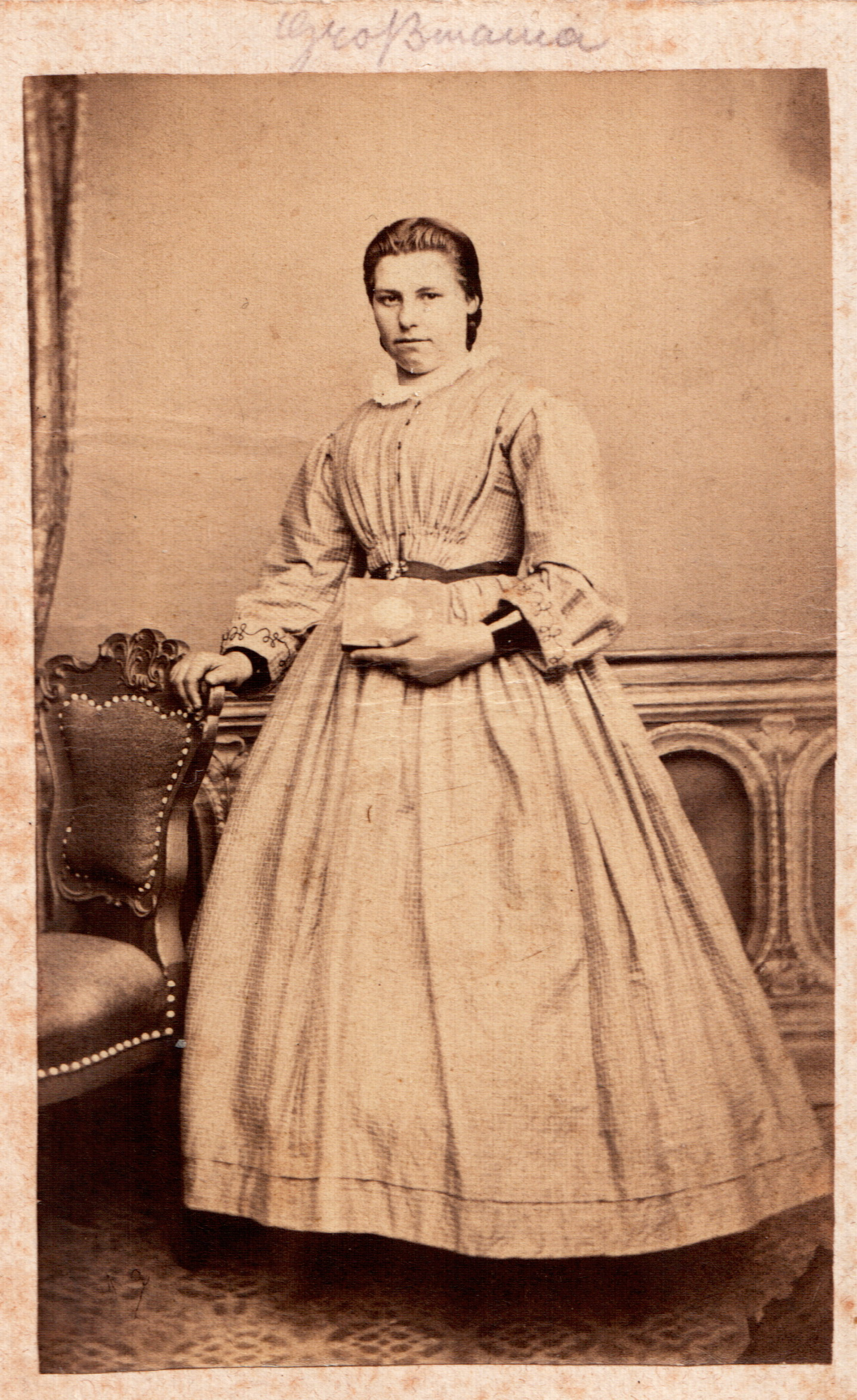
Johanns Mutter Anna Oberhammer im Jahre 1865 als 16-Jährige
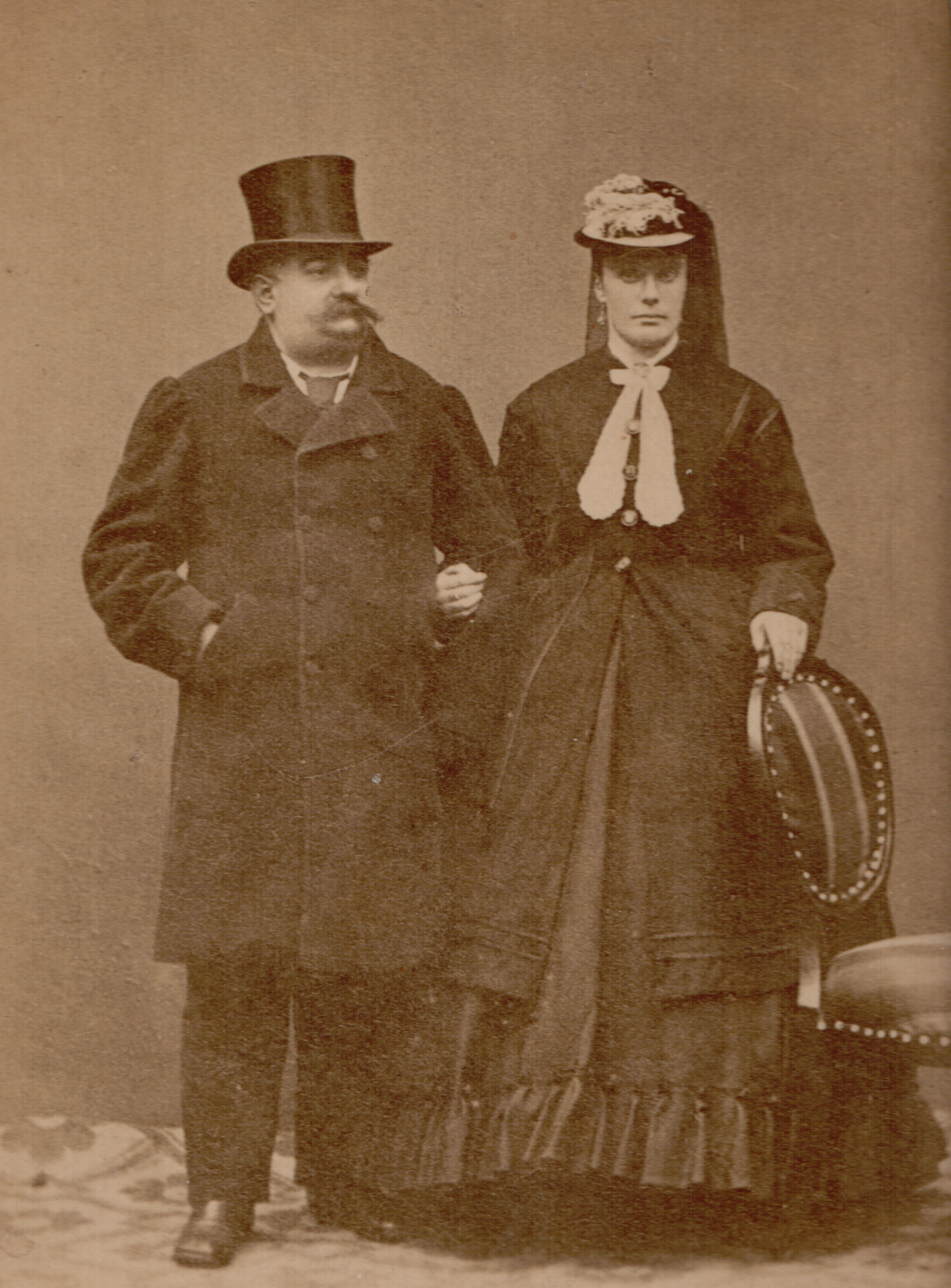
Johanns Vater Andreas und Marie Oberhammer im Jahre 1870
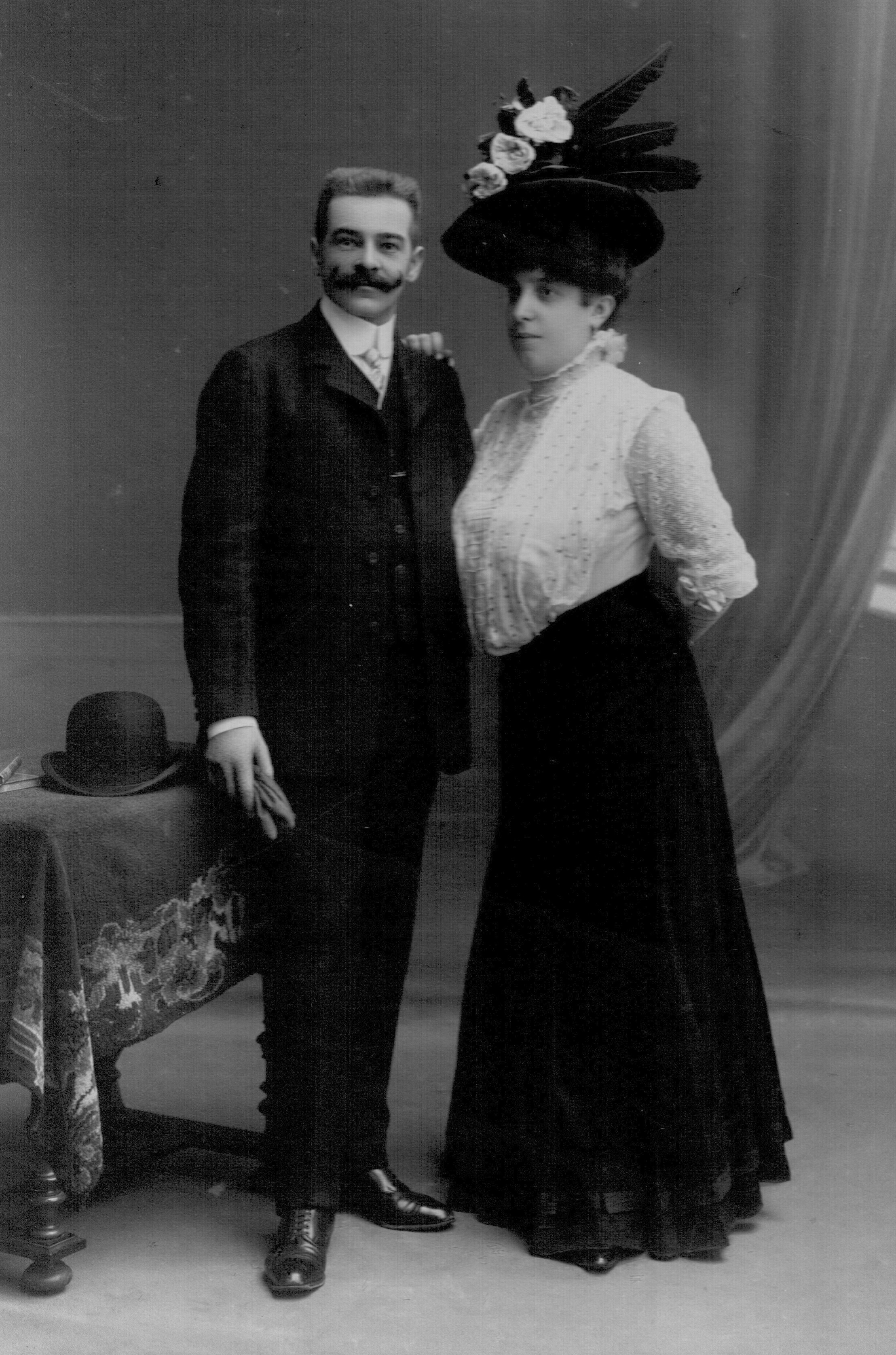
Verlobungsphoto des Johann Oberhammers aus 1908 in Graz
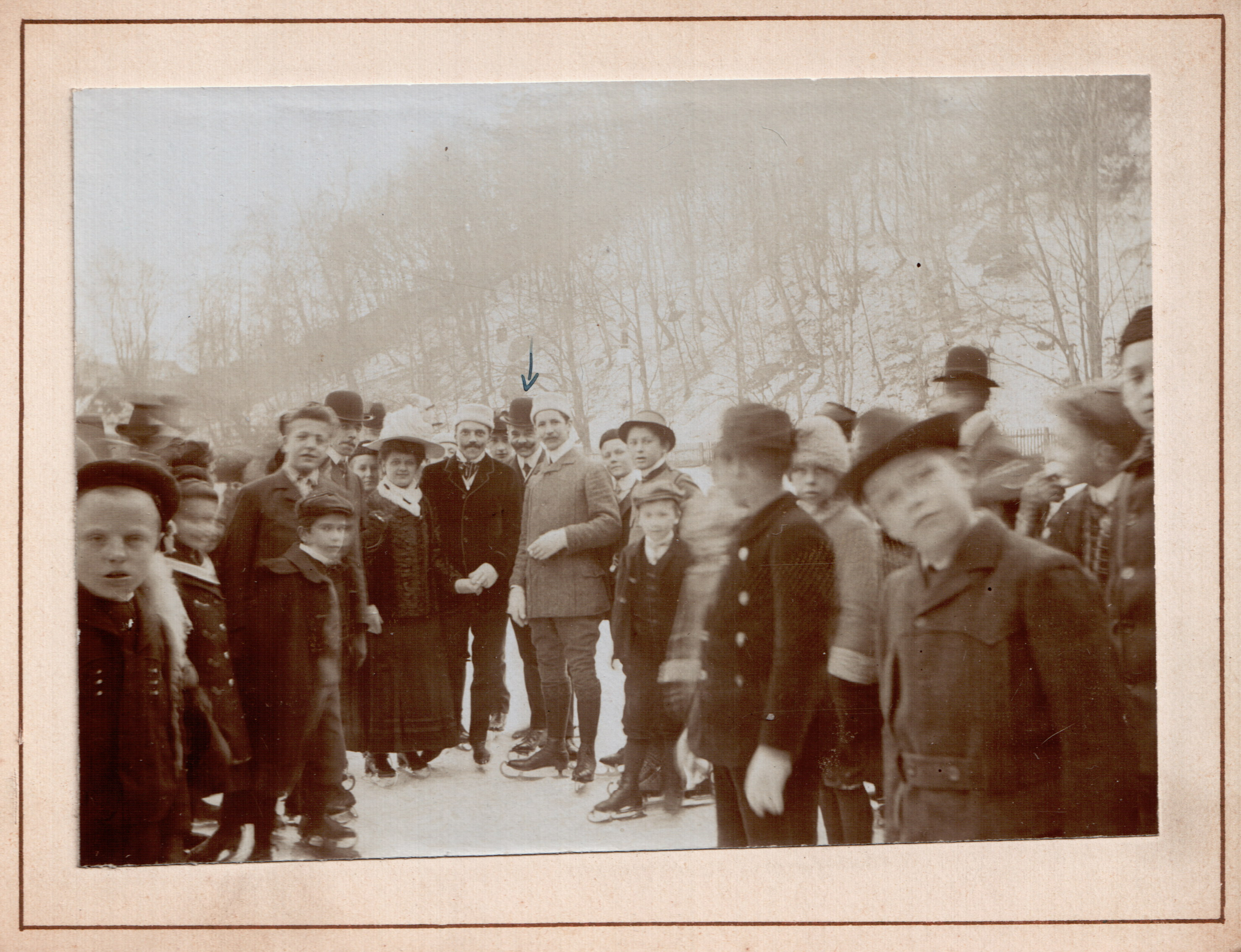
Johann Oberhammer im Eislaufvereines Turnhalle Graz im Jahre 1909
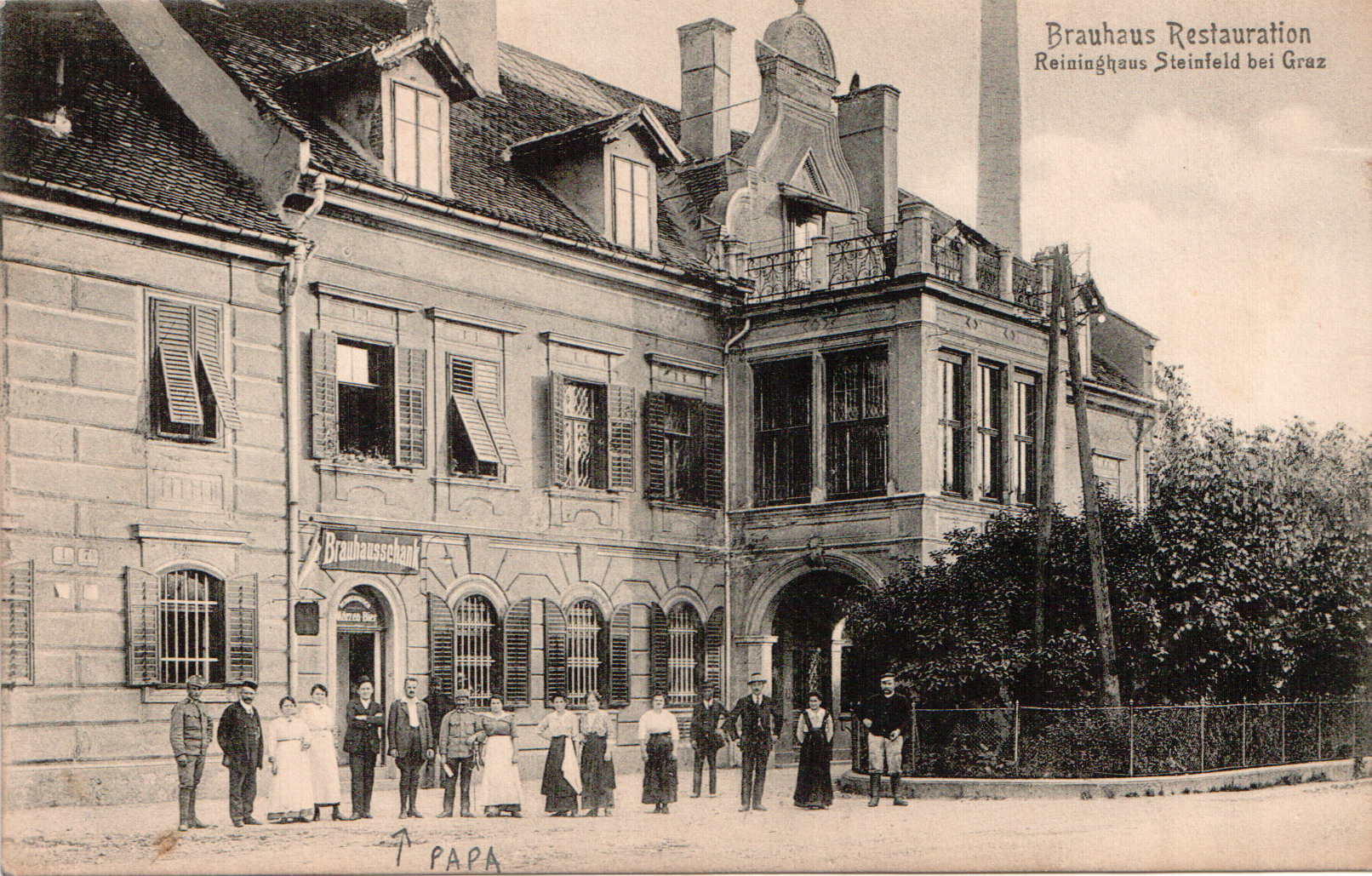
Johann Oberhammer in Graz Steinfeld vor dem Brauhaus Reininghaus etwa 1910
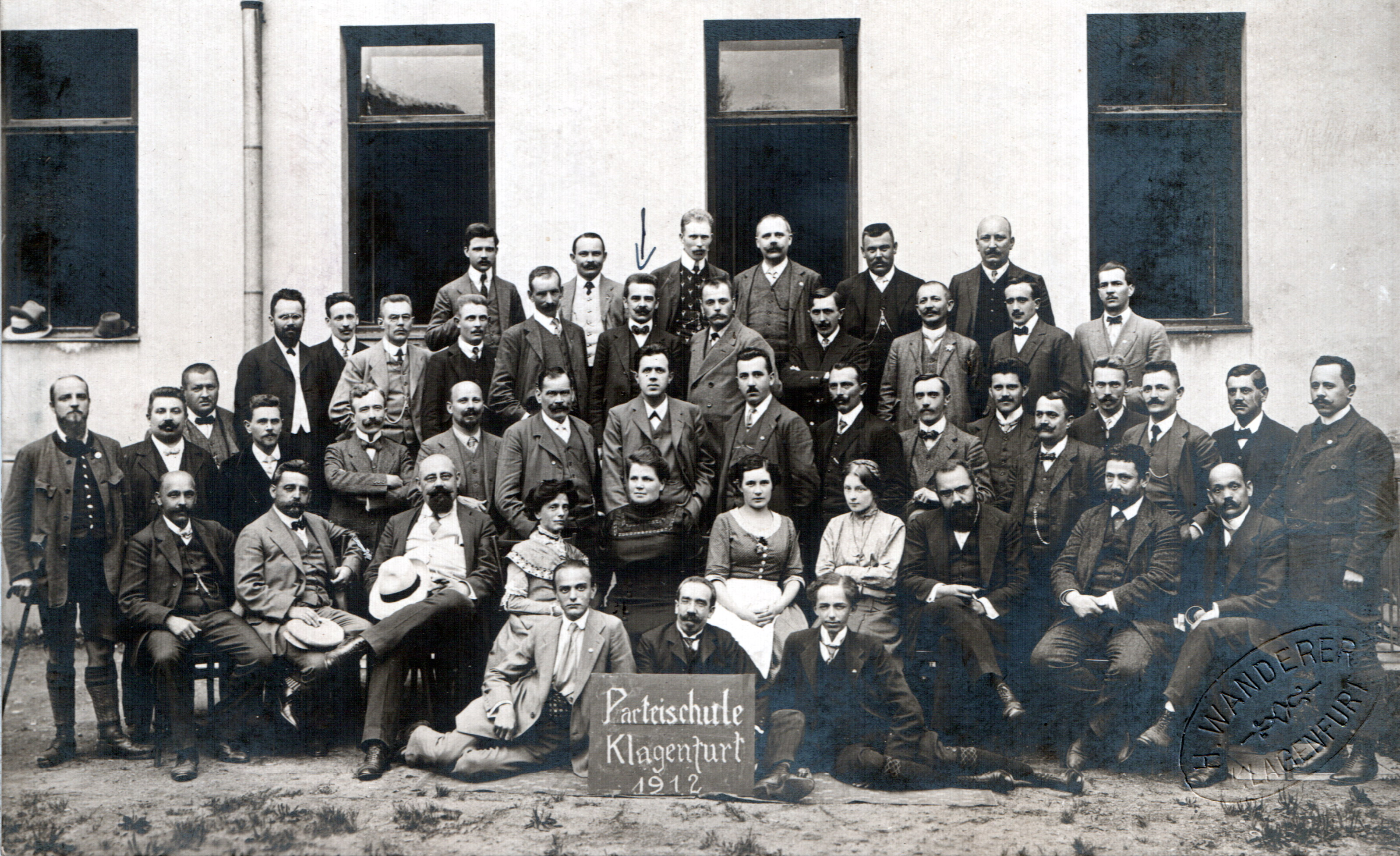
Johann Oberhammer auf der Parteischule in Klagenfurt im Jahre 1912
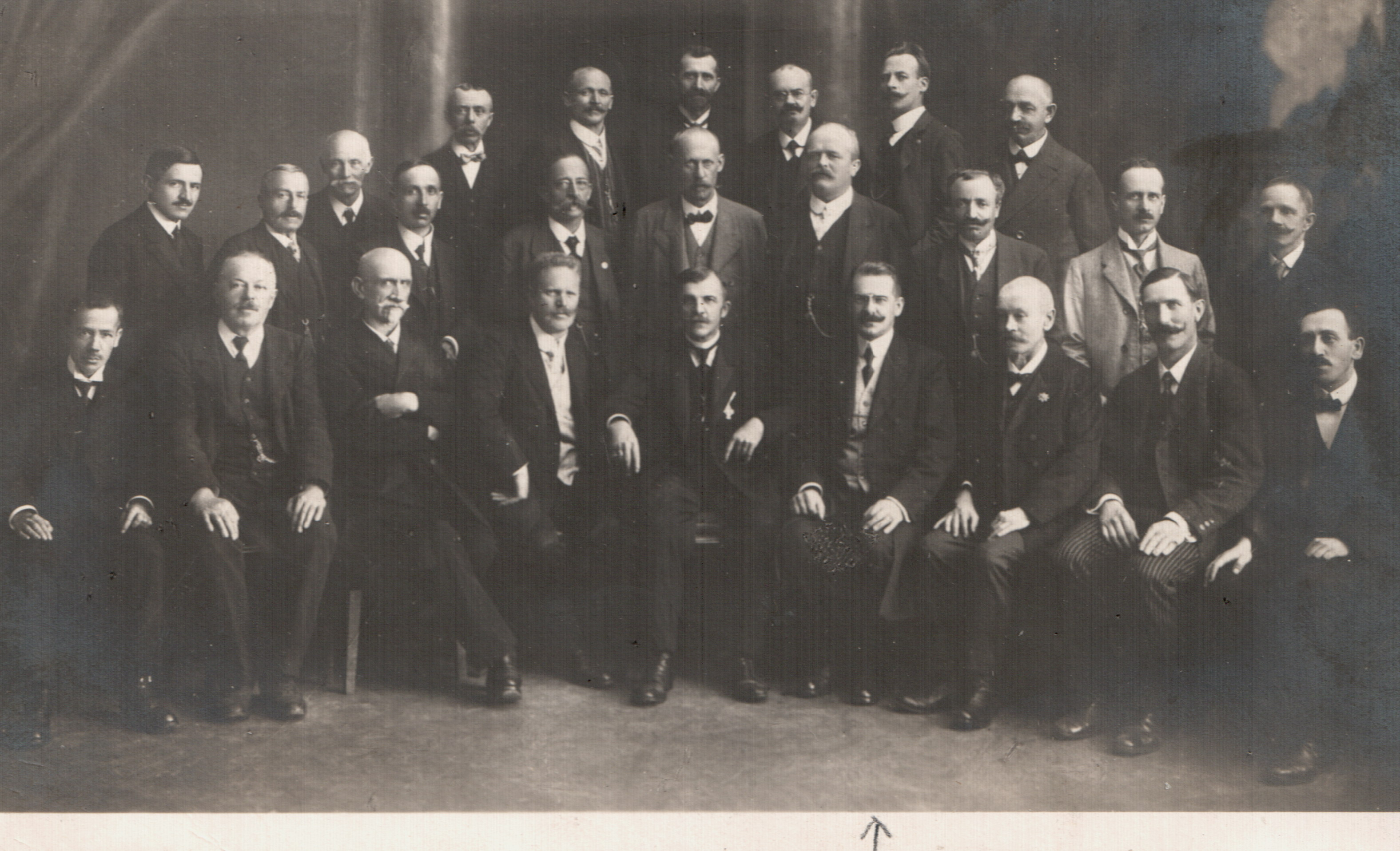
Vorstand der Krankenkassen von Oberösterreich und Salzburg, 1918, Johann Oberhammer 1. Reihe sitzend, 4. von rechts
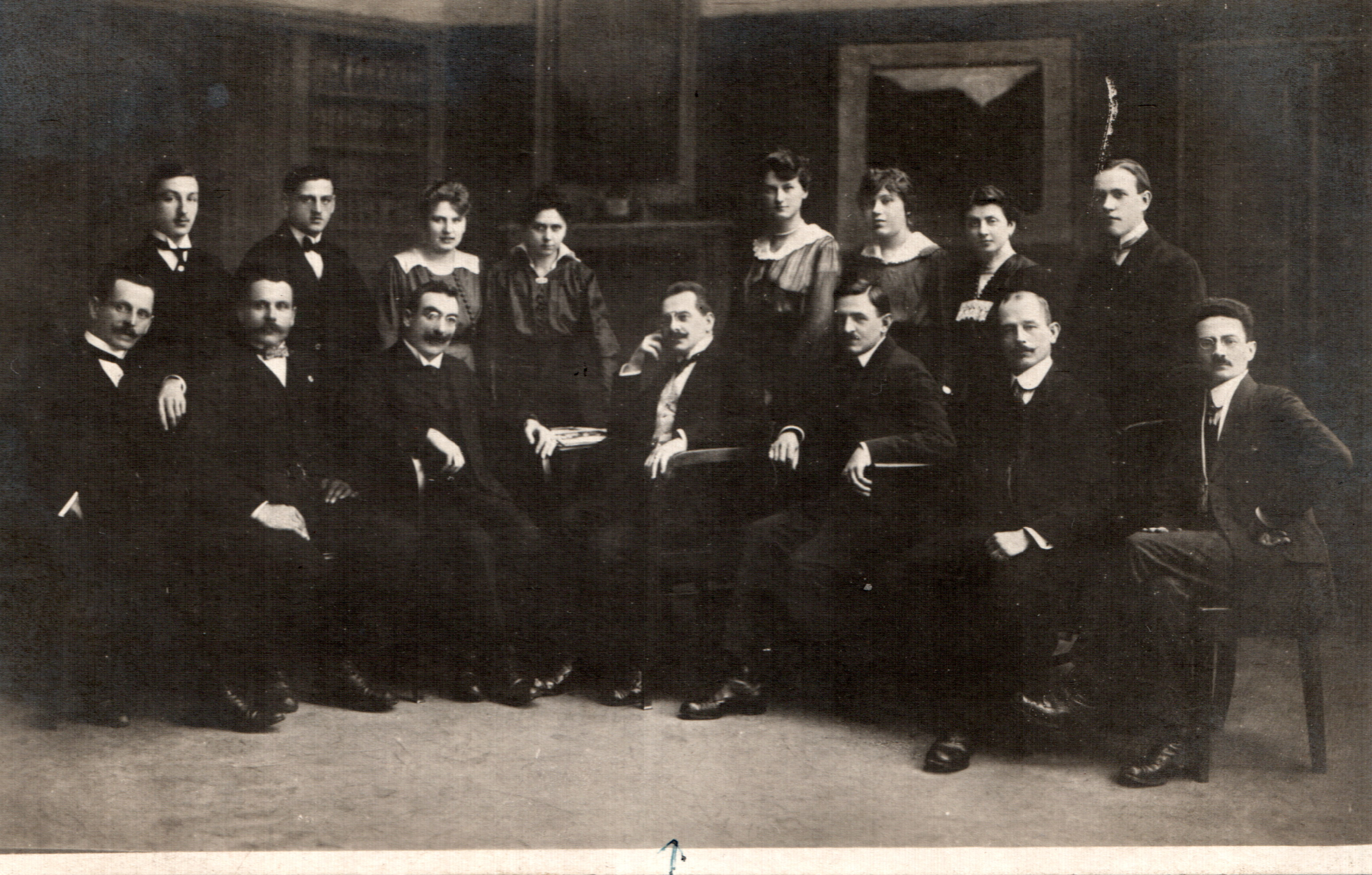
Büro des Krankenkassenverbandes von Oberösterreich und Salzburg, 1919 in Linz, Johann Oberhammer in der Mitte sitzend